# Horisme xylinata
Horisme xylinata là một loài bướm đêm trong họ Geometridae.